# Магелланов Поток

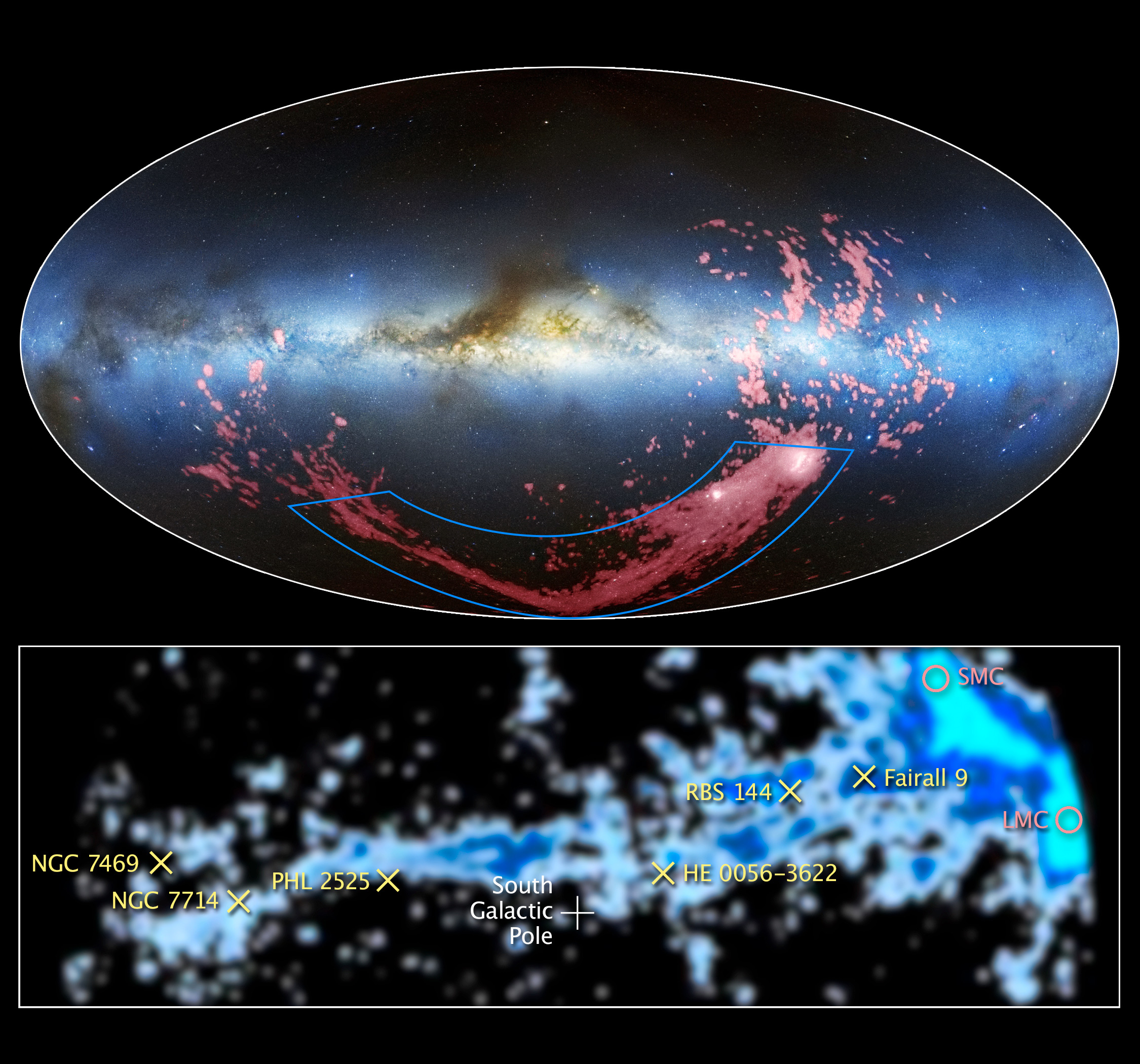
Магелланов поток.
Вверху: распределение нейтрального водорода Магелланова потока (розовый) в радиодиапазоне наложена на изображение Галактики в видимом диапазоне.
Внизу: карта плотностей Магелланова потока.
Данные Leiden/Argentine/Bonn (LAB) Survey

Магелланов Поток — полоса межзвездных облаков нейтрального водорода в галактическом гало с видимыми размерами ~100° x 10°, протянувшаяся от области Малого Магелланова Облака и Магелланова моста к Южному полюсу Галактики.
Общая масса Магелланова потока оценивается приблизительно в 2×108 солнечных масс.

## Характеристики и структура
Облака, образующие Магелланов поток, двигаются с высокими скоростями относительно галактического гало: их абсолютные скорости у Магеллановых облаков составляют ≈ +250 км/с и −450 км/с у «хвостовой» оконечности потока, то есть их скорости относительно вращающегося гало — +100 и −290 км/с соответственно. Средняя колонковая плотность облаков — 1019 атомов/см2, средняя масса — 1,2×104 солнечных масс. Максимальная плотность наблюдается в «голове» потока, где сгущения с плотностью (1—2,5)×1020 атомов/см2 соединяются относительно разрежёнными фрагментами плотностью (1,5—3)×1019 атомов/см2.
По данным ранних наблюдений предполагалось, что Магелланов поток представляет собой относительно однородную вытянутую структуру, однако данные, полученные в ходе HI Parkes All Sky Survey (HIPASS), показали, что Магелланов поток имеет «волокнистую» структуру, состоящую из множества волокон «головы» потока у Магеллановых облаков, переходящих в два переплетающихся основных волокна, наблюдаемых на протяжении большей части потока.
Другой особенностью Магелланова потока является его рукав — продолжение за Магеллановыми облаками, указывающее на его приливное происхождение.

## Происхождение
Происхождение Магелланова потока неясно, существует несколько гипотез, объясняющих его формирование.
Согласно гипотезе первичного происхождения, Магелланов поток сформировался из первичного материала, оставшегося после конденсации Магеллановых облаков; в пользу этой гипотезы говорит то, что Магелланов поток расположен на орбите, по которой Магеллановы облака обращаются вокруг центра масс Галактики, и их низкая металличность, характерная для первичного газа, не обогащенного продуктами звездного нуклеосинтеза.
Другой возможный сценарий образования Магелланова потока связан с образованием турбулентности при прохождением Магеллановых облаков через галактическое гало: такая турбулентность может вызывать уплотнения газа гало в облака; эта гипотеза объясняет волокнистую структуру потока и снижение наблюдаемой дисперсии скоростей газа по мере удаления от очага турбулентности — Магеллановых облаков.
Согласно остальным гипотезам, Магелланов поток образован веществом Магеллановых облаков — либо выброшенным из них приливным взаимодействием, либо «содранным» с них газом при их движении через газ галактического гало.